# Клих, Богдан
Богдан Адам Клих (пол. Bogdan Adam Klich; род. 8 мая 1960, Краков) — польский врач-психиатр, историк искусства, политолог, политический деятель, министр обороны Польши (2007—2011).

## Биография
В 1977 году участвовал в создании Студенческих комитетов солидарности, в 1980 году — Независимого союза студентов. В 1986 году окончил Краковскую медицинскую академию. В 1987 году окончил Ягеллонский университет в Кракове по специальности история искусств. В 1970-х годах примкнул к оппозиционному движению, был членом Назваисимой Ассоциации Студентов. Во время военного положения в Польше в начале 1980-х он был интернирован.
В 1999—2000 годах премьер-министр Ежи Бузек назначил его заместителем министра обороны. На это должности он отвечал за политические контакты с НАТО. В 2001 году был избран депутатом Сейма от Краковского избирательного округа. Он был членом парламента до 2004 года. Он сложил мандат в 2004 году после того как был избран от партии Гражданская платформа в Европейский парламент. Там он проработал в составе фракции Европейская народная партия до 16 ноября 2007 года. Богдан Клих оставил эту должность после того как новый премьер-министр Польши Дональд Туск назначил его министром обороны. Богдан Клих подал в отставку в 2011 году после обнародования итогов польского расследования катастрофы самолета Ту-154 под Смоленском.

## Награды
- Памятный знак за личный вклад в развитие трансатлантических отношений Литвы и по случаю приглашения Литовской Республики в НАТО (12 февраля 2003 года, Литва)[2].